# Gundriz
Gundriz (llamada oficialmente Santo André de Gundriz) es una parroquia y una aldea española del municipio de Samos, en la provincia de Lugo, Galicia.

## Otras denominaciones
La parroquia también es conocida por el nombre de San Andrés de Gundriz.

## Organización territorial
La parroquia está formada por cinco entidades de población:

### Entidades de población
Entidades de población que forman parte de la parroquia:
- Carqueixeda
- Gundriz
- Portela
- Santa Mariña

### Despoblado
Despoblado que forma parte de la parroquia:
- Ferrería (A Ferrería)

## Demografía

### Parroquia
| Gráfica de evolución demográfica de Gundriz (parroquia) entre 2000 y 2021 |
|                                                                           |
| Datos según el nomenclátor publicado por el INE.                          |

### Aldea
| Gráfica de evolución demográfica de Gundriz (aldea) entre 2000 y 2021 |
|                                                                       |
| Datos según el nomenclátor publicado por el INE.                      |